# 제2경인연결고속도로
제이경인연결고속도로 주식회사(第二京仁連結高速道路 株式會社)는 제2경인고속도로의 삼막 나들목 ~ 여수대로 나들목 (안양성남고속도로) 구간을 건설하고 휴게소와 같은 제반시설을 관리·운영하는 대한민국의 기업이다. 2017년 9월 27일부터 제2경인고속도로의 삼막 나들목 ~ 여수대로 나들목 (안양성남고속도로) 구간을 30년간 관리운영한다.

## 주요 연혁
- 2007년 7월 26일: 회사 설립
- 2012년 5월 31일: 제2경인고속도로 삼막 나들목 ~ 여수대로 나들목 (안양성남고속도로) 구간 착공
- 2017년 9월 27일: 제2경인고속도로 삼막 나들목 ~ 여수대로 나들목 (안양성남고속도로) 구간 준공 및 개통

## 같이 보기
- 제2경인고속도로
- 인천대교
- 인천대교 (기업)